# Воцко
Во́цко — деревня в Гатчинском муниципальном округе Ленинградской области.

## История
ВОЦКО — деревня принадлежит Ораниенбаумскому дворцовому правлению, число жителей по ревизии: 9 м. п., 8 ж. п. (1838 год)

Согласно карте Ф. Ф. Шуберта в 1844 году деревня называлась Новосёлка (Водская).
На этнографической карте Санкт-Петербургской губернии П. И. Кёппена 1849 года она обозначена как деревня «Nowosselka (Wotzkaja)», расположенная в ареале расселения ижоры. В пояснительном тексте к этнографической карте она записана как деревня Wozko oder Nowosselki (Воцко или Новосёлки) и указано количество её жителей на 1848 год: ижоры — 18 м. п., 19 ж. п., всего 37 человек.

ВОЦКА — деревня господина Христовского, по просёлочной дороге, число дворов — 5, число душ — 39 м. п.(1856 год)

ВОЦКО (НОВОСЕЛКИ) — деревня, число жителей по X-ой ревизии 1857 года: 12 м. п., 16 ж. п.

ВОЦКО — деревня Дворцового ведомства при реке Кременке, число дворов — 5, число жителей: 13 м. п., 18 ж. п. (1862 год)

Согласно подворной описи 1882 года:

ВОЦКО (НОВОСЕЛКИ) — деревня Кременского общества Глебовской волости
  
домов — 21, душевых наделов — 12,  семей — 9, число жителей — 18 м. п., 20 ж. п.; разряд крестьян — собственники

В конце XIX — начале XX века деревня административно относилась к Глебовской волости 1-го стана Лужского уезда Санкт-Петербургской губернии.
Согласно военно-топографической карте Петроградской и Новгородской губерний издания 1915 года деревня называлась Новосёлки (Воцкая) и насчитывала 3 крестьянских двора.
Согласно данным переписи населения СССР 1926 года в деревне Воцко Кременского сельсовета Глебовской волости Троцкого уезда проживали 42 человека, все русские.
По данным 1933 года деревня Воцко входила в состав Кременского сельсовета Оредежского района.
По данным 1966, 1973 и 1990 годов деревня Воцко входила в состав Чащинского сельсовета Гатчинского района.
В 1997 году в деревне проживали 11 человек, в 2002 году — 7 человек (все русские), в 2007 году — 6.

## География
Деревня расположена в юго-восточной части района к востоку от автодороги 41К-106 (Озерешно — Чаща).
Расстояние до административного центра поселения, посёлка городского типа Вырица — 55 км.
Расстояние до ближайшей железнодорожной станции Чаща — 3 км.
Деревня находится на левом берегу реки Кременки, притока реки Оредеж, к северо-востоку от станции Чаща.

## Демография
| 1862 | 2007 | 2010 | 2017 |
| ---- | ---- | ---- | ---- |
| 31   | ↘6   | ↗11  | ↘1   |

### Национальный состав
Согласно данным Всероссийской переписи населения 2021 года в деревне проживали 9 человек, из них:
 русские — 7, белорусы — 1, другие национальности — 1 человек.